# Zasłonak fioletowobrązowy
Zasłonak fioletowobrązowy (Cortinarius bibulus Quél.) – gatunek grzybów należący do rodziny zasłonakowatych (Cortinariaceae).

## Systematyka i nazewnictwo
Pozycja w klasyfikacji według Index Fungorum: Cortinarius, Cortinariaceae, Agaricales, Agaricomycetidae, Agaricomycetes, Agaricomycotina, Basidiomycota, Fungi.
Po raz pierwszy opisał go w 1881 r. Lucien Quélet. Synonimy:
- Cortinarius lilacinopusillus P.D. Orton 1980
- Cortinarius pulchellus J.E. Lange 1926
- Gomphos bibulus (Quél.) Kuntze 1891
- Hydrocybe bibula (Quél.) M.M. Moser 1953

Andrzej Nespiak w 1975 r. nadał mu polską nazwę zasłonak ładniutki. Władysław Wojewoda uznał ją za nieodpowiednią i w 2003 r. zaproponował nazwę zasłonak fioletowobrązowy.

## Morfologia
Kapelusz
Średnica 5–12 mm, początkowo dzwonkowaty, potem wypukły, zwykle z niskim garbem na środku. Jest higrofaniczny, w młodości ciemnofioletowy w stanie wilgotnym szarofioletowy po wyschnięciu, gdy jest dojrzały brązowofioletowy. Zasnówka biała, rzadka.
Blaszki
Dość rzadkie, długo fioletowe, ewentualnie brązowo-fioletowe.
Trzon
Wysokość 2–5 cm, grubość 0,2–0,5 cm, cylindryczny. Powierzchnia brązowawa ze strzępkami białawej zasnówki.
Miąższ
Purpurowy lub brązowofioletowy. Zapach i smak niewyraźny.
Cechy mikroskopowe
Zarodniki eliptyczne, 8–10,5 × 5,5–6,5 µm, umiarkowanie brodawkowate.

## Występowanie i siedlisko
Znane jest występowanie tego gatunku w Ameryce Północnej i Europie. W. Wojewoda w 2003 r. przytacza 6 jego stanowisk w Polsce.
Naziemny grzyb mykoryzowy. Występuje wilgotnych w lasach łęgowych, zawsze pod olszami.